# 鹿児島県立有明高等学校
鹿児島県立有明高等学校（かごしまけんりつ ありあけこうとうがっこう）は、鹿児島県曽於郡大崎町菱田に所在した公立の高等学校。

## 設置学科
- 産業技術科（2年進級時にコース選択）
  - 生物工学コース
  - 機械コース
  - 設備工業コース
  - 商業コース

## 沿革
- 1948年に創立された鹿児島県大崎高等学校と鹿児島県西志布志高等学校が前身
- 1963年 鹿児島県立大崎高等学校と鹿児島県立西志布志高等学校を統合し、鹿児島県立有明高等学校として発足。当時は農業科1学級、農業機械科1学級、農産化学科2学級、家政科3学級であった。
- 1970年 農業機械科・農産化学科を募集停止、機械工作科・電気工作科・食品化学科を新設
- 1973年 機械工作科を機械科、電気工作科を電気科、食品化学科を工業化学科にそれぞれ名称変更
- 1976年 農業科・工業化学科を募集停止、商業科を新設
- 1978年 園芸科を新設
- 1982年 電気科を募集停止
- 1987年 機械科・園芸科・商業科・家政科を募集停止、産業技術科・生活科学科を新設
- 2008年 生活科学科を募集停止
- 2012年 産業技術科を募集停止
- 2015年3月 鹿児島県立串良商業高等学校と統合・閉校。

## 出身者
- 下平晴行 - 志布志市長